# Busdorfer Teich
Der Busdorfer Teich (auch Busdorfer Damm; dänisch Bustrupdam, teilweise auch Bustrup Sø) ist ein zwischen dem Schleswiger Ortsteil Friedrichsberg und Busdorf gelegener See. Das Stillgewässer hat eine Fläche von 14,6 Hektar (0,146 km²). Der Busdorfer Teich war ursprünglich ein Ausläufer (Noor) der Schlei.

## Geschichte
Mit dem Bau eines Bahndammes der Bahnstrecke Neumünster–Flensburg um 1857 wurde der westlich gelegene Teil des Sees abgebunden und ist inzwischen teilweise verlandet. Der so vom Hauptsee getrennte Hintere Busdorfer Teich hat heute noch eine Fläche von etwa 4 ha.
Im Jahr 1594 ließ Herzog Johann Adolf die bisher am Busdorfer Teich befindliche Gottorfer Wassermühle näher an das Schloss Gottorf verlegen. Für den Betrieb des noch heute bestehenden Mühlengebäudes musste der Mühlenbach (auch Oehrbach) angelegt werden, der vom Busdorfer Teich über etwa 1440 Meter durch Friedrichsberg bis in den Mühlenteich und von dort in die Schlei führte. Der Mühlenteich wurde jedoch um 1900 zugeschüttet, der Mühlenbach ist heute zum Teil verrohrt. Ansonsten entwässerte der See weiter südlich über die Masernwiesen und die Otterkuhle in die Schlei. Nach der Zuschüttung der Otterkuhle infolge des Baus der Bundesstraße 76 im 20. Jahrhundert findet die Entwässerung hier auch unterirdisch statt.
In der unmittelbaren Umgebung des Sees fanden sowohl im Ersten und Zweiten Schleswigschen Krieg Kriegshandlungen zwischen deutschen und dänischen Truppen statt. Am nördlichen Ufer des Sees sind über 500 dänische und deutsche Soldaten aus dem Ersten Schleswigschen Krieg bestattet, die in den Kämpfen zwischen August 1850 und Februar 1851 gefallen sind. Heute befinden sich hier mehrere deutsche und dänische Denkmäler. An die deutschen Soldaten erinnert ein Denkmal mit aufgesetzter Kanone und einer Gedenktafel. Diese befindet sich in der früheren Busdorfer Schanze, von der König Christian IX. im Februar 1864 die heranrückenden deutschen Truppen beobachtete. An die dänischen Soldaten erinnert ein am Seeufer aufgebauter sechs Meter hoher dänischer Obelisk aus rotem Granit.